# フッド (巡洋戦艦)
フッド (HMS Hood) は、イギリス海軍が第一次世界大戦後に建造したアドミラル級（フッド級）巡洋戦艦。
同型艦はない。
艦名はサミュエル・フッド提督に因む。
フッドは、高速戦艦の先駆けである。
ワシントン海軍軍縮条約で、イギリスは本艦の所有を許された。
海軍休日時代、世界最大の軍艦であり、最速の主力艦であり、その艦容もふくめて大英帝国の誇りであり、象徴であった。
第二次世界大戦中の1941年（昭和16年）5月24日、ライン演習作戦によって出撃してきたドイツ海軍艦隊とデンマーク海峡で交戦中（デンマーク海峡海戦）、戦艦ビスマルクの砲撃により轟沈した。

## 概要
第一次世界大戦後に就役した大型艦で、基準排水量約4万2,000トン、速力31ノット、38.1センチ連装砲塔4基を装備した強力な軍艦である。
歴史研究者かつジェーン海軍年鑑の編集長を務めたオスカー・パークスは、本艦の優美さを「軍艦美の極致」と評した。美しい艦容と厳かな風格を備え、イギリス国民からは「マイティ（強大な、偉大な、世界最強の）・フッド」と呼ばれて親しまれた。その基本性能の優秀さ故に、大規模な近代化改装が先送りにされ続けたことが本艦の喪失の一因となった。
艦名は高名な提督を輩出してきた一族の初代フッド子爵サミュエル・フッドの名にちなんでおり、その末裔であるホレース・フッド少将の未亡人が本艦の進水を執り行った。フッド少将はユトランド沖海戦において第3巡洋戦艦戦隊の司令官を務めていたが、座乗していた巡洋戦艦インヴィンシブル (HMS Invincible) の爆沈により、艦と運命を共にしていた。
フッドは1921年のジェーン海軍年鑑では巡洋戦艦（battle cruiser）と分類された。だがフッドは当時の巡洋艦の速力と、戦艦の火力と防御力を兼ね備ており、実質的には「高速戦艦」と称しても差し支えがない。というのも、イギリス海軍はユトランド沖海戦での戦訓を踏まえて、建造中に再設計していたのである。弾火薬庫防御、防焔装置、水雷防御も一変。完成した「フッド」は、巡洋戦艦の速力と、戦艦の火力と防御力を備えていた。これにより、イギリス海軍はフッドを高速戦艦（fast battleship）と呼称した。ただし日本海軍の天城型巡洋戦艦と同様に、艦種はあくまで「巡洋戦艦」となっていた。

### 計画

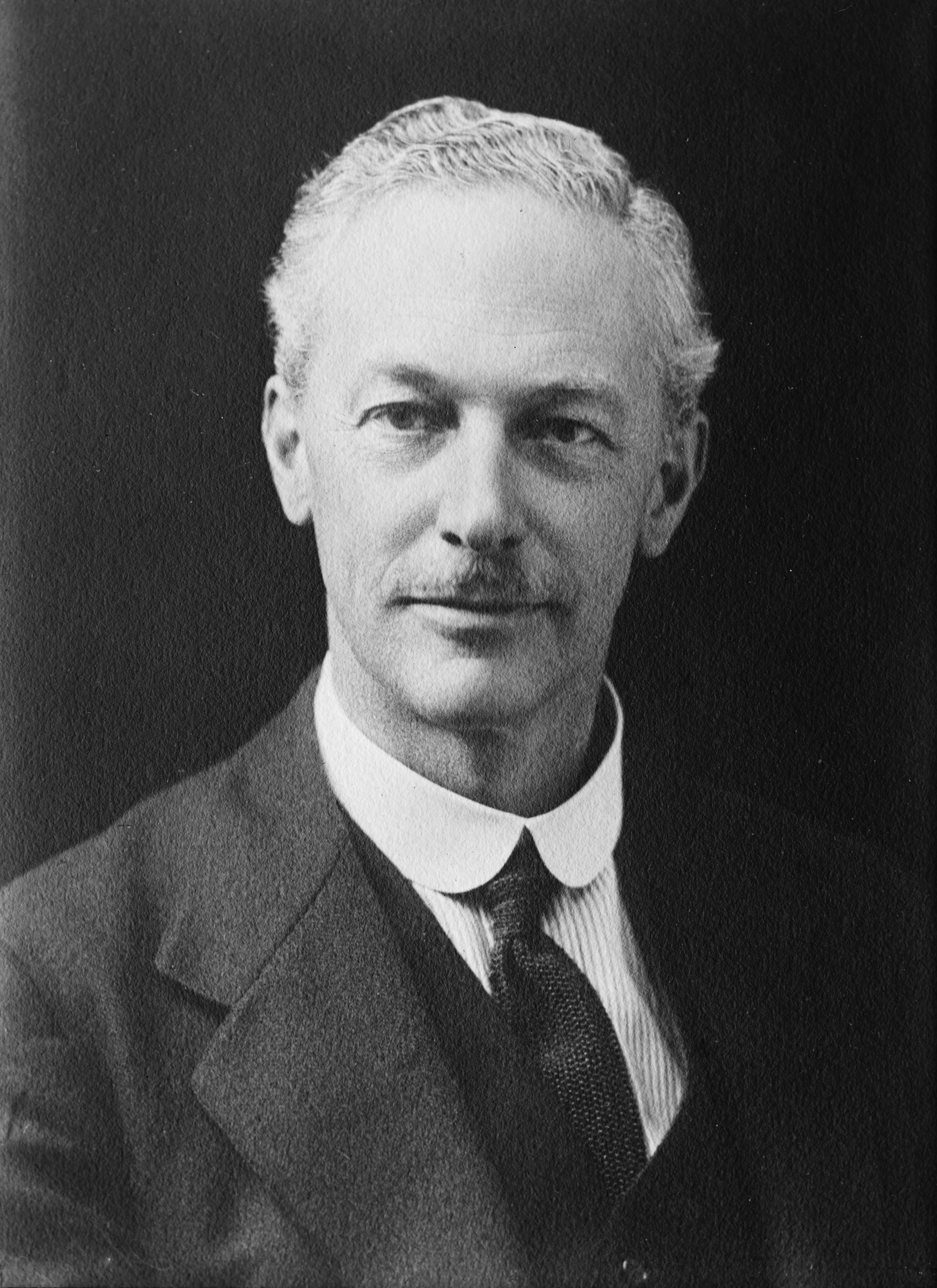
フッドの設計主務担当者サー・ユースタス・テニソン＝ダインコート

イギリス海軍は、ジョン・アーバスノット・フィッシャーの提唱する「速力すなわち防御力」というコンセプトで巡洋戦艦を設計・建造していた。重兵装、高速力、軽防禦という、いわゆる「フィッシャー・デザイン」である。1915年に入った時に、仮想敵とするドイツ帝国海軍 (Kaiserliche Marine) がマッケンゼン級巡洋戦艦の建造を開始、さらに15インチ砲を搭載する巡洋戦艦を計画中という情報が入ったことで、これらに対抗する新型巡洋戦艦が求められた。なおかつイギリス海軍が保有する巡洋戦艦のうち数隻が老朽化して25ノット以下しか発揮できず、最新巡洋戦艦と行動を共にできないという事情もあった。
イギリス海軍は対抗策として1915年度計画において15インチ（38.1 cm）砲を搭載する巡洋戦艦4隻の急造を開始する。
当初、アドミラル級（フッド級）はクイーン・エリザベス級戦艦の改良型ともいうべきデザインだったが、巡洋戦艦の不足を補うために再設計された。
1916年3月にまとめられた設計では常備排水量は36,360トン、速力32ノットとされた。水線部装甲は前級（レナウン級）よりも2インチ（51 mm）増加の203 mm装甲を傾斜させて装着するなど防御力を向上させたが、水平装甲は76 mmしかなかった。艦名にはネームシップのフッドを筆頭に、同級艦全てに海軍提督の名前がつけられる予定であった。このため本級はアドミラル級巡洋戦艦と呼ばれた。なお、サー・ユースタス・テニソン＝ダインコート造船局長が主務担当者として設計を行った。
しかし、1916年（大正5年）5月31日に起きたユトランド沖海戦（ドイツ側呼称：スカゲラック海戦）において、イギリス海軍巡洋戦艦3隻が爆沈し、最新鋭の「ライオン」も主砲塔を撃ち抜かれて大破した。
「ザイドリッツ」など、ドイツ帝国海軍巡洋戦艦のしぶとさと対照的な結果であった。フィッシャー卿の提案していたアウトレンジ戦法が、実戦では役に立たないことが判明したのである。
この時点で列強各国は装甲巡洋艦が完全に時代遅れになったこと、さらにイギリス巡洋戦艦のコンセプトが誤りであることを自覚した。同時に、従来の戦艦も速力不足であることが判明した。新世代の主力艦とは、従来の巡洋艦に匹敵する速力と、戦艦並の火力と防御力を要求される高速戦艦であることが明白になった。
この戦訓に基づいて、列強各国は建造中の戦艦や巡洋戦艦の設計を変更する。アドミラル級巡洋戦艦においては要求性能である高速性を損なわない程度で、防御力を強化する設計変更が1916年9月より行われた。この改設計案がまとまったのは同年12月のことで、これにより「フッド」の建造は約5カ月遅延した。改設計により排水量が約5,000トン増加して常備排水量は42,670トンとなり、「フッド」はイギリス巡洋戦艦としては格段の防御力を得た。舷側装甲厚は当時のイギリス戦艦と同等の305 mm、水平装甲も127 mmへ増厚されている。ただし、カタログデータに表れる装甲の厚みこそ戦艦並みであったが、後述する防御様式の古さから実際には水線部付近の狭い範囲しか防御しておらず、船体の大部分は薄い装甲板で覆われているだけであった。特に水平防御の弱さは「フッド」のアキレス腱であった。そのことは、同クラスの主砲を搭載し同等の速力を出せる超弩級戦艦「ビスマルク」との戦闘（デンマーク海峡海戦）において、フッド沈没の一因となった。

### 建造
本級は4隻の建造が予定されていた。1番艦である「フッド」は1916年（大正5年）4月7日にジョン・ブラウン社クライドバンク造船所に発注し、5月31日に起工したが、同日にユトランド沖海戦で巡洋戦艦の脆弱さが明らかとなった。そこで上述の防御力強化を目的とした改設計を行うために中断され、同年9月1日に再起工するというトラブルがあった。さらに1917年（大正6年）にドイツ海軍がマッケンゼン級の建造を中止したことが明らかになると、イギリス海軍も「フッド」以外の3隻を翌1918年（大正7年）に建造中止処分とする。
未成艦3隻の予定艦名は「アンソン」、「ハウ」、「ロドネー」であったという。
これらの艦名は、ネルソン級やキング・ジョージ五世級らの艦名に引き継がれた。
大戦に伴う工事遅延により「フッド」の進水は1918年（大正7年）8月22日となり、第一次世界大戦後の1920年（大正9年）3月5日にようやく竣工した。
1921年（大正10年）5月20日、皇太子時代の昭和天皇(当時20歳）が欧州訪問にともないロサイス軍港に到着する。大正天皇皇太子は駆逐艦「ソーサリス (HMS Sorceress)」に乗艦して在泊軍艦近辺を航行し、その際に「フッド」の周囲を一周した。日本側は、皇太子の「フッド」やラミレス級軍艦および製鋼廠・造船所見学の希望を伝えていたが、イギリス側の対応は「フッド」一周のみという儀礼的なものだった。
「フッド」の竣工後にワシントン会議が開催され、ワシントン海軍軍縮条約の締結および発効により「フッド」は保有を許されたものの、同型艦および後継クラス（G3型巡洋戦艦）建造計画は消滅した。また「フッド」も条約制限排水量35,000トンを超えるサイズであったが、特例で廃艦を免れている。同条約の保有規定により、イギリスは1941年に「フッド」と「ラミリーズ」の代艦を建造する権利を有していた。
なお華府海軍軍縮条約で列強各国は建造中の巡洋戦艦または戦艦を航空母艦に改造することで合意し、イギリス海軍もフッド級巡洋戦艦2隻を空母に改造する権利を得た。だが既にカレイジャス級巡洋戦艦を改造した空母「フューリアス」を保有していた関係上、その姉妹艦「グローリアス」と「カレイジャス」を空母に改造した。
このあとイギリス海軍がワシントン条約の制限下で建造した条約型戦艦のネルソン級2隻は、長門型戦艦やコロラド級戦艦に対抗するため16インチ三連装砲塔三基（40.6センチ砲 計9門）を搭載していたが、最高速力は23ノット程度で、主砲の爆風や操艦のむずかしさなど色々と不具合があった。さらに排水量の点でもネルソン級戦艦は「フッド」に及ばず、海軍休日時代 (Naval Holiday) 、「フッド」は世界最大の軍艦であった。
排水量という点で、「フッド」を超える大戦艦はナチス・ドイツのビスマルク級2隻が1940年（昭和15年）に竣工するまで現われなかった。また1937年初旬に日本海軍の新世代戦艦（大和型戦艦）について報道された際、「世界最大のフッドよりも大きく五万トンに達する超弩級主力艦」と表現されている。
ただし貨客船には「フッド」よりも巨大な「ノルマンディー」や「クイーン・メリー」などが存在する。
建造には602万5000ポンドが費やされた。なおイギリス海軍は東京帝国大学に「フッド」の船体模型を寄贈していた。第二次世界大戦後、呉市海事歴史科学館（大和ミュージアム）に寄贈され、同博物館に収蔵されている。

## 艦形

### 竣工時

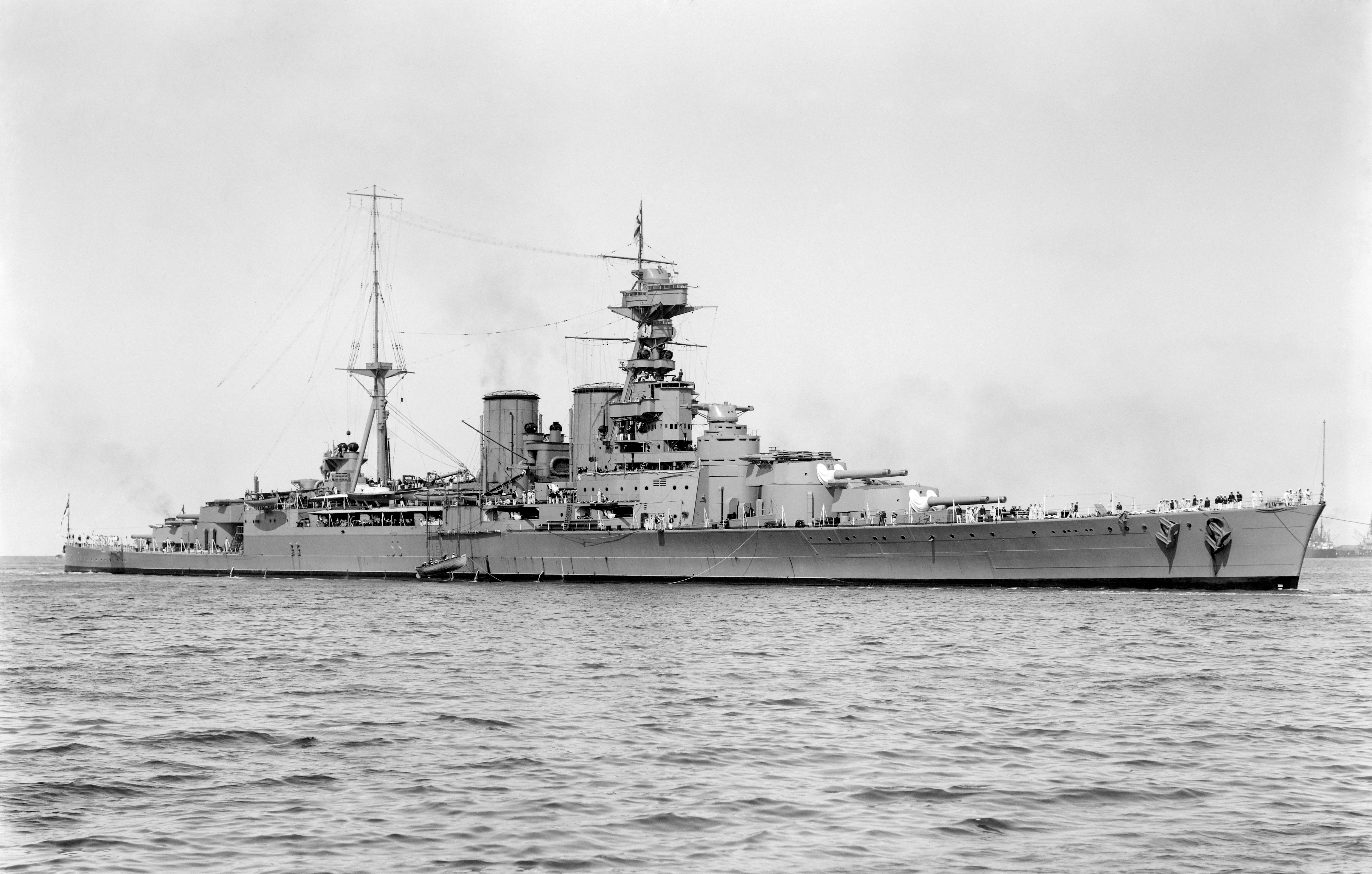
1924年に撮られたフッド。副砲の配置が良く判るアングル。後部マスト側面の縦長の2つの穴は53.3cm水上魚雷発射管。

フッドの船体形状はイギリス巡洋戦艦伝統の長船首楼型船体であったが、排水量に比して乾舷の高さが低かったために将兵から「イギリス海軍中もっとも濡れやすい艦 (wet ship) 」の異名を受けた。高速力の発揮のためにイギリス軍艦初のバルバス・バウ（球状艦首）が水線下に採用された。
クリッパー型の艦首から軽くシアの付いた前部甲板上に1・2番主砲塔を背負い式で2基搭載、その背後に測距儀を載せた2階建ての司令塔の背後に立つ操舵艦橋を基部として軽量な三脚式の前部マストが立ち、艦橋の側面には近接防御として4.7cm速射砲が片舷2基ずつ計4基が配置されていた。

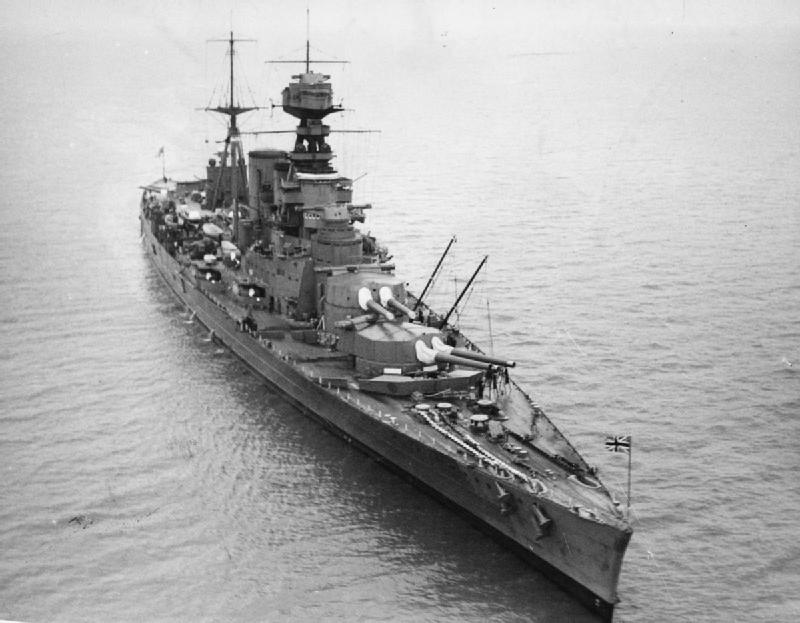
上から撮られたフッド。後部マスト上の無線方位測定室が未装備であり、1925年以前の状態である

2本煙突の間には探照灯台が立ち、その左右の舷側に副砲の14cm単装砲が艦橋側面の最上甲板に防楯の付いた単装砲架で単装砲架2基、舷側甲板上に片舷5基ずつの計12基が配置された。
2番煙突から後ろは艦載艇置き場となっており、それらは2番煙突の側面に片舷1基ずつ付いた小型クレーン2基と後部三脚マストを基部とするクレーン1基の計3基により運用された。
対空火器の10.2cm高角砲は船首楼甲板の終わりに後部マストの左右に1基ずつと後部見張り所の下に直列に1基ずつの計4基が配置された。甲板一段分下がって後部甲板上に3番・4番主砲塔が背負い式で後ろ向きに2基が配置された。就役時に航空兵装として2番・3番主砲塔の上に陸上機の滑走台を設置していた。機種はフェアリー社のフェアリー・フライキャッチャー観測機であった。

### 海軍休日から第2次世界大戦時

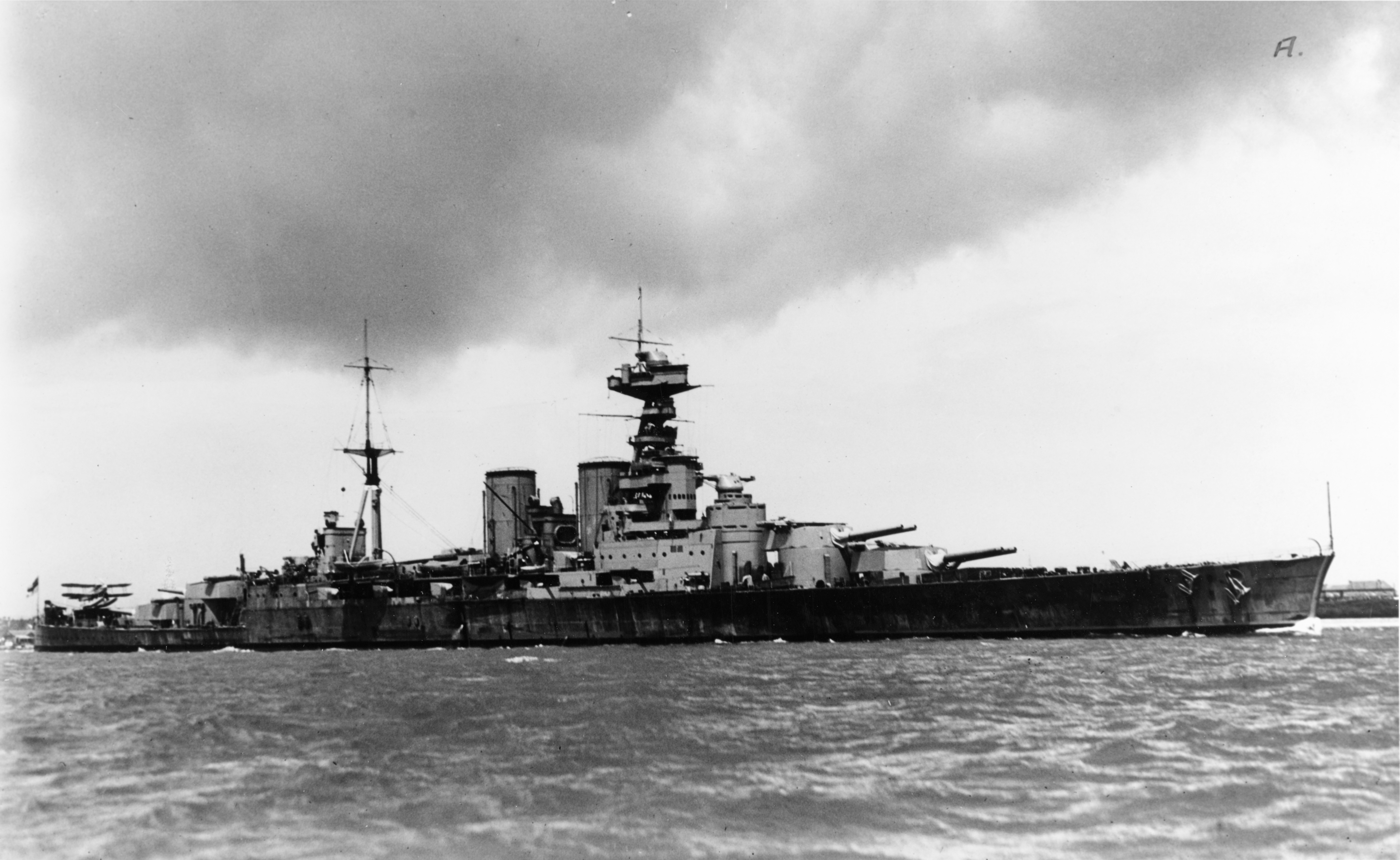
1931年から1932年頃に撮られたフッド。上甲板に4cm八連装ポンポン砲が搭載され、艦尾に水上機とクレーンが見える。

就役後の1931年（昭和6年）5月より小規模な改装が行われた。外観上の相違点として水上機を運用するために艦尾側にカタパルトが設置され、フェアリー III型水上機を運用するためのクレーンが設けられた。また近接火器として1番・2番煙突の側面にヴィッカース 4cm（39口径）ポンポン砲を八連装砲架で片舷1基ずつ計2基を搭載した。1932年にカタパルトと艦尾クレーンが撤去され、近接火器として新たにヴィッカース 12.7mm（62口径）機関銃を四連装砲架で2基を搭載した。1937年に船体内の53.3cm魚雷発射管2門を撤去し、10.2cm高角砲を単装砲架で2基を搭載し、後部見張り所の下に4cm八連装ポンポン砲1基、12.7mm四連装機銃を、後部見張り所の脇に1基ずつ計2基を追加した。

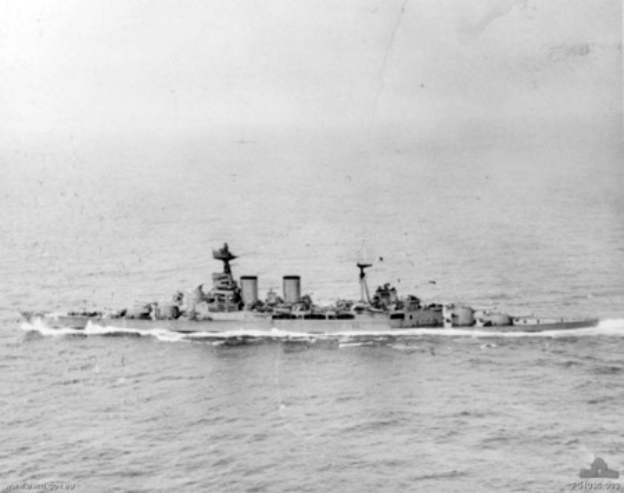
1941年に撮られたフッド。舷側の14cm速射砲は撤去済みである。

1940年（昭和15年）に副砲14cm速射砲の撤去が行われ、代わりに10.2cm高角砲を連装砲架5基へと更新された。また、近接対空火器として17.8cm20連装ロケット砲が2番主砲塔上に1基、1番煙突の脇に片舷1基ずつ、艦載艇置き場の脇に並列で1基ずつの計5基搭載された。1941年（昭和16年）3月に284型レーダーが搭載され、前部マストにアンテナが設置された。

## 武装
射撃指揮装置は最新型のMark V型ファイア・コントロール・テーブル（FCT：Fire Control Table）が搭載された。司令塔上と1番～4番主砲塔上の9.15m測距儀と、後部測距所の4.58m測距儀から送られてきたデータを管制する方位盤は艦橋に搭載され、主砲に射撃データを送った。1941年（昭和16年）1月から3月にかけての改修で対空捜索レーダー279M型および射撃指揮レーダー284型が前部マストに設置され、4月から運用試験を開始したが、5月にビスマルク追撃戦で本艦ごと失われた。
副砲および備砲は2.74m測距儀を搭載する射撃方位盤で管制されたが、この計算にはFCTではなく、計算尺とレンジ・クロックが用いられた。前述の1931年の改装により10.2cm高角砲および対空火器にデータを送る対空管制装置HACS（High Angle Control Systemの略）Mark I型が後部マストの背後に搭載され、管制装置には4.58m測距儀が装備された。その後1939年9月にはMark III型に換装された。1940年に入る頃には、多くのイギリス艦の射撃管制がレーダーとコンピューターが主となり、光学式測距儀は故障時のバックアップとされた。1941年3月でのドック入渠時に最新式の279型対空捜索レーダーと284型射撃指揮レーダーが装備され4月に運用を開始した。

### 主砲

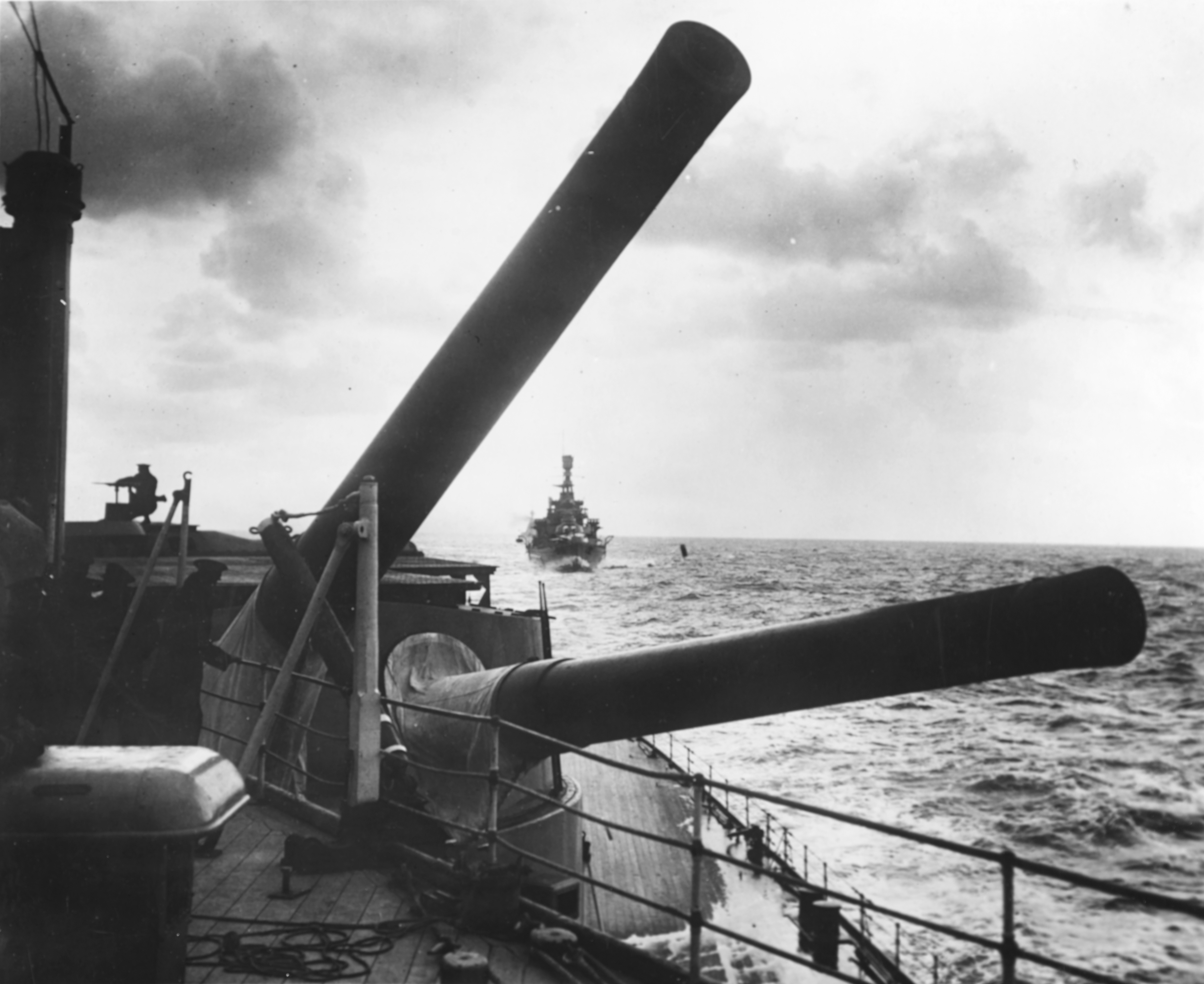
フッドの後部船首楼の写真。3番主砲塔が左舷前方に回されている。艦尾側に近代化前のレナウン級の1隻が見える。

主砲は前級より引き続き「Mark I 38.1cm（42口径）砲」を採用しているが、本級は主砲仰角を従来の20度から30度まで引き上げたMark II型砲塔を採用して連装砲塔4基に収めた。これにより射程はMark I型が22,850mのところを、重量871kgの砲弾を最大仰角30度で26,520 mまで届かせることが可能で、俯仰能力は仰角30度・俯角5度である。旋回角度は船体首尾線方向を0度として、左右150度の旋回角度を持つ。主砲身の俯仰・砲塔の旋回・砲弾の揚弾・装填は主に水圧で行われ、補助に人力を必要とした。発射速度は毎分2発である。
なお、この主砲の貫通力は距離15,000m:存速472m/s、落角14°、363mm　距離20,000m:存速422m/s、落角23°、236mm　距離25,000m:存速424m/s、落角35°、205mmとなっており、これは25,000m以下の距離においては高初速のドイツ15インチ砲に劣る物であった。

### 副砲、その他の備砲、雷装

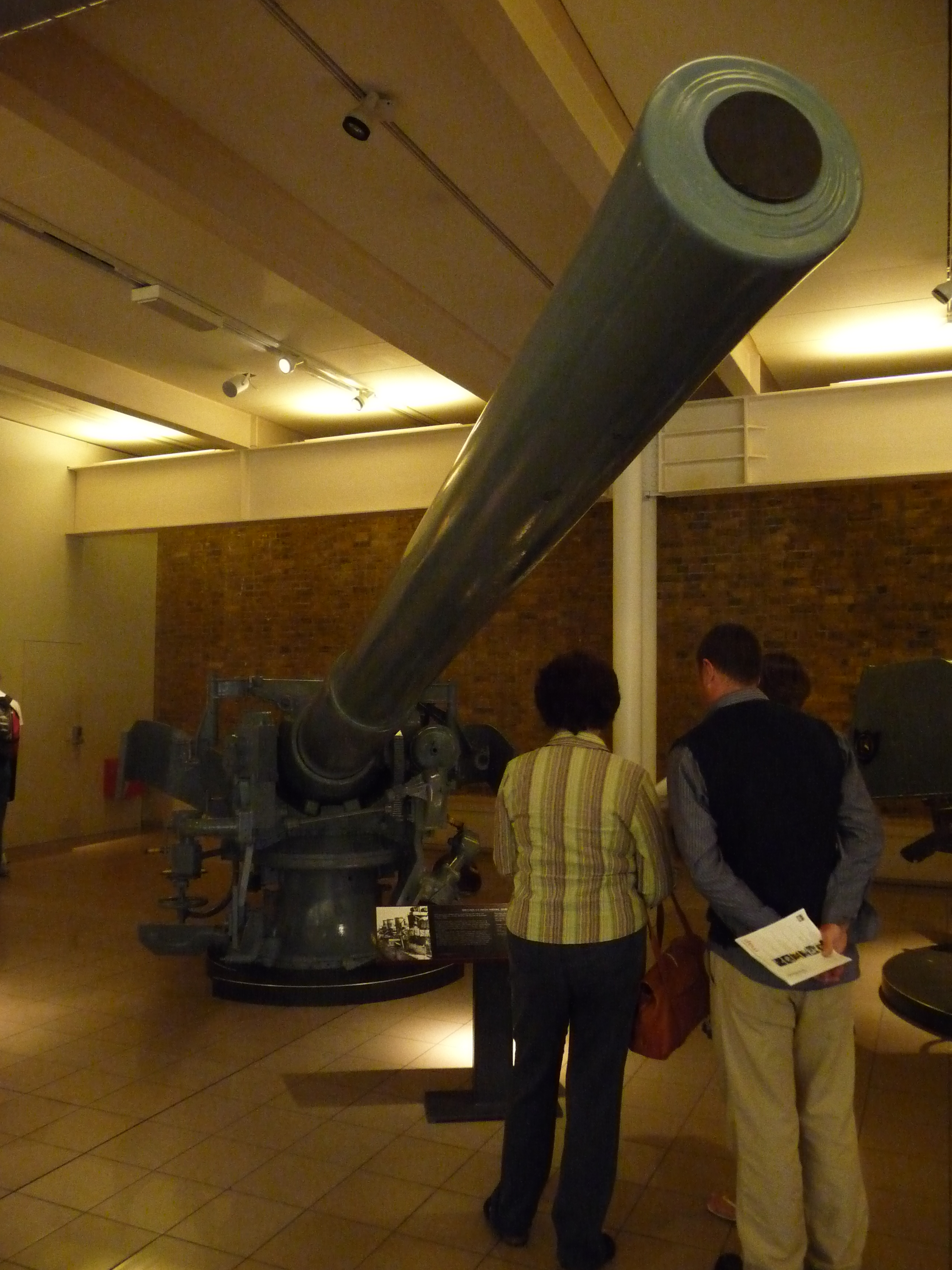
写真はフッドの副砲に採用された「Mark I 1915年型 14cm（50口径）速射砲」。

前級において副砲に採用されていた10.2cm砲は、大型化する駆逐艦の撃退には威力不足であった。そこで軽巡洋艦の主砲クラスの口径である14cm速射砲を採用した。元々はバーケンヘッド級軽巡洋艦のために開発されたMark I 1915年型 14cm（50口径）速射砲である。既存の15.2cm砲弾よりも14cm砲弾の方が2割軽く、装填速度も良好であったが威力が落ちるために本級のみの採用であった。その性能は37.2kgの砲弾を最大仰角30度で16,250mまで届かせられる性能であった。この砲は旋回と俯仰は人力で行われ、150度の旋回角度があり、俯仰は仰角30度・俯角5度で発射速度は毎分12発と早かった。これを単装砲架とし、舷側ケースメイト配置で12基装備した。
なお改装で撤去されたフッドの副砲2門がアセンション島ジョージタウン (Georgetown) にあるフォートベッドフォード (Fort Bedford) に転用され、現存している。
他に対空火器として10.2cm（45口径）高角砲を単装砲架で4基、47 mm速射砲を単装砲架で4基搭載した。他に53.3cm水上魚雷発射管を単装で4基と同水中魚雷発射管を単装で2基を装備したが、第一次大戦の戦訓から水線下に開口部を増やす水中魚雷発射管は廃止されたが水上魚雷発射管は最後まで戦没まで搭載されていた。予備魚雷は16本である。
武装の追加・撤去の相違は以下の通り。
| 改装年    | 副砲           | 備砲           | 対空火器                                                    | 機関砲                | 機銃               | 雷装                    | その他                                   |
| --------- | -------------- | -------------- | ----------------------------------------------------------- | --------------------- | ------------------ | ----------------------- | ---------------------------------------- |
| 就役時    | 14cm速射砲12基 | 4.7cm速射砲4基 | 10.2cm（45口径）単装高角砲4基                               | ↓                     | ↓                  | 53.3cm単装魚雷発射管6門 |                                          |
| 1931年    | ↓              | ↓              | ↓                                                           | 4cm8連装ポンポン砲2基 | ↓                  | ↓                       | 水上機1機、カタパルト設置                |
| 1932年    | ↓              | ↓              | ↓                                                           | ↓                     | 12.7mm4連装機銃2基 | ↓                       | 航空兵装撤去                             |
| 1937年    | ↓              | ↓              | 10.2cm（45口径）単装高角砲6基                               | 4cm8連装ポンポン砲3基 | 12.7mm4連装機銃4基 | 53.3cm単装魚雷発射管4門 |                                          |
| 1938年    | 14cm速射砲10基 | ↓              | 10.2cm（45口径）単装高角砲6基 10.2cm（40口径）単装高角砲2基 | ↓                     | ↓                  | ↓                       | ↓                                        |
| 1939年6月 | ↓              | ↓              | 10.2cm（45口径）単装高角砲6基 10.2cm（45口径）連装高角砲4基 | ↓                     | ↓                  | ↓                       | ↓                                        |
| 1939年8月 | 14cm速射砲12基 | ↓              | 10.2cm（45口径）連装高角砲4基                               | ↓                     | ↓                  | ↓                       | ↓                                        |
| 1940年5月 | 撤去           | ↓              | 10.2cm（45口径）連装高角砲7基 17.8cm20連装ロケット砲5基     | ↓                     | ↓                  | ↓                       | 1941年に279型レーダーと284型レーダー設置 |

## 機関

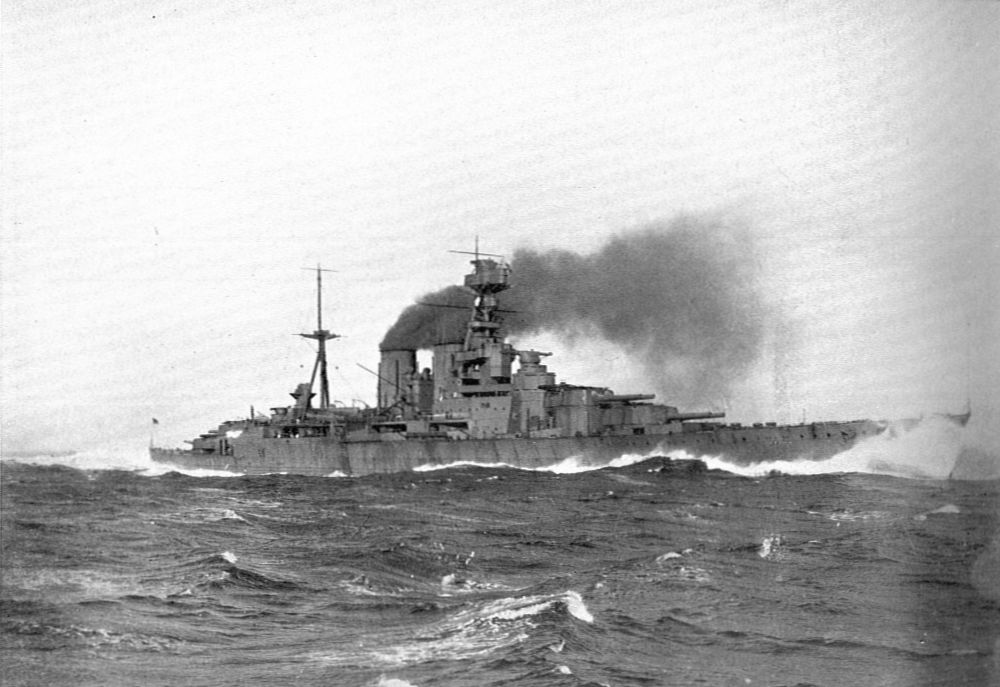
機関公試時のフッド。

機関構成は前級のレナウンではバブコックス＆ウィルコックス式水管缶42基だったが、フッドでは重量軽減とスペース減少に効果のあるヤーロー式細径水管缶を採用したことにより、ボイラー数を24基まで節約できた。また、タービン機関もレナウン級ではブラウン・カーチス式直結タービンを高速2基・低速2基の計4基4軸だったものを、フッドでは同社製の新型ギヤード・タービン4基4軸推進に更新、計画出力144,000馬力で31ノットを発揮できるものとされ、公試時に最大出力151,280馬力で32.07ノットを発揮して計画値を凌駕した。この結果から常用で31ノットで運用できることが確認された。
フッドの機関配置は艦首側にボイラー室、艦尾側にタービンを収める機械室を配置するイギリス巡洋戦艦伝統の全缶全機配置である。ボイラー室は横隔壁で区切られた4室構成で1室当たりボイラー6基を搭載した。機械室は横隔壁で区切られた3室構成で第1機械室には外軸用のタービン2基、第2機械室は左舷側内軸1基、第3機械室に右舷側内軸1基を配置した。4軸ともスクリュープロペラは4枚羽であった。
燃料タンクは重油を収める4,000トンで、航続距離は速力10ノットで4,000海里と計算された。就役後の1931年の改装時に燃料タンクの拡充を行って搭載量は4,615トンとなり14ノットで8,900海里を航行できるとされた。これにより満載排水量は48,000トンとなった。

## 防御

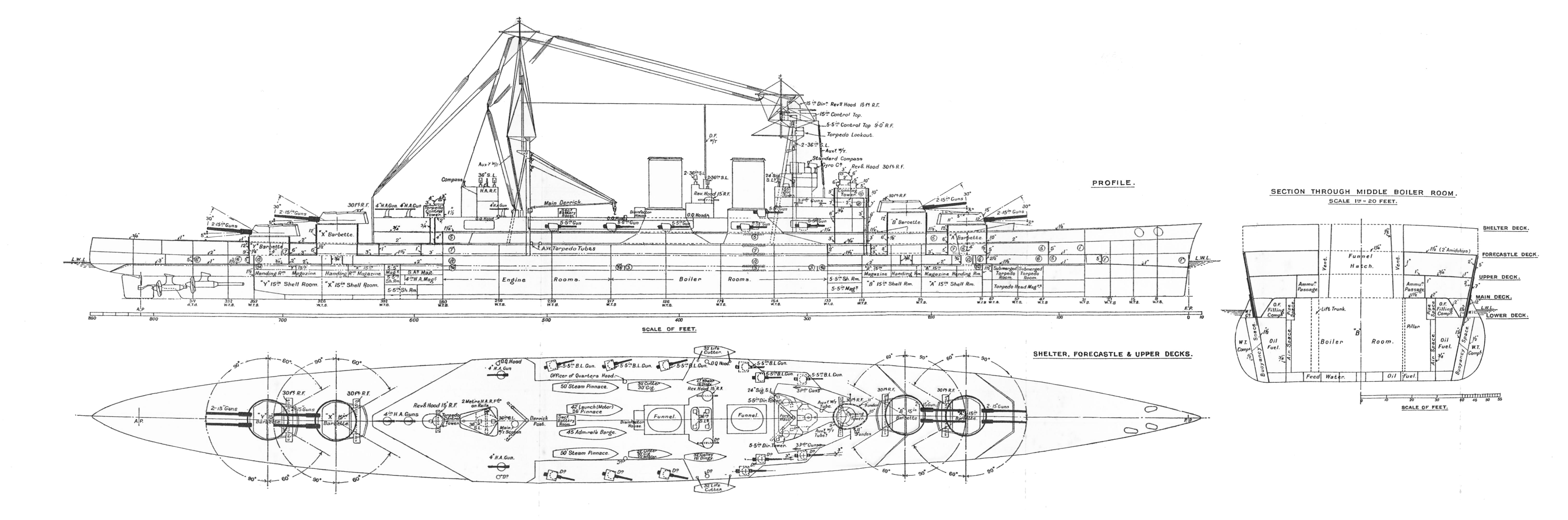
フッドの武装・装甲配置を示した図。

### 防御様式
フッドはイギリス巡洋戦艦にして初の「敵戦艦からの砲撃に耐えうる可能性のある防御」を、限定的ではあるが与えられた最初で最後の巡洋戦艦である。前級であるレナウン級は舷側装甲の最厚部分が装甲巡洋艦並みの152mmしかなく、仮想敵国ドイツの巡洋戦艦が元来28～30.5cm砲を積んでいたことからみて、戦艦級の主砲弾に対し効力のない防御であった。ところがユトランド沖海戦ではアウトレンジ戦法が通用せず、戦艦と巡洋戦艦が入り乱れて戦うことになった。列強各国は「従来の巡洋戦艦は戦艦並の防御力が必要であり、戦艦は巡洋戦艦並の速力が必要である」という戦訓を得た。さらに砲弾だけでなく、魚雷に対する防御も必要になった。イギリス海軍は、フッドからは装甲厚を増厚して防御力を既存の戦艦並みに施す方針となった。ただ、構造を大規模に変更するには建造が進み過ぎており、その代わりに装甲を5000t近く増強した。その結果、排水量に比して防御重量は32.7%に達しており、キング・ジョージ五世級の33.2%に次ぐものだった。また、本型では全体防御方式が用いられていた。その防御方式は、最も特徴のある舷側の傾斜装甲を始めとして水中防御兼浮力確保のためにバルジを装備し、縦壁によって重油層と空気層を設けるなど、第一次世界大戦時代の弩級戦艦や超弩級戦艦と比べた場合よりも近代的な防御方式が採用されていた。
フッドの舷側防御は、高さの低い装甲板を横方向に広く貼る旧来の全体防御様式であった。原案ではフッドの装甲は巡洋戦艦タイガーに基づいて舷側8インチ（203mm）、水平3インチ（76mm）であったが、タイガーとは異なり、舷側装甲の装着方法は各国の戦艦に先駆けて傾斜装甲（Inclined Armour）が採用された。これは舷側部を内側へ12度傾斜させることにより、装甲に対して敵弾の撃角が増すほどに命中弾が斜撃して貫通力が下がる防御配置であり、カタログデータ以上の防御力を発揮した。具体的には撃角に傾斜分が加わるため、撃角が20°の際にはフッドの場合実際の撃角は32°となり、甲鈑を貫徹するのに要する撃速はより大きくなるため、甲鈑の厚さにして概ね100mm程度増した場合と同等の効果を得ることが出来た。また、傾斜装甲を採用し、甲鈑に要する重量を軽減することが可能となったことで、フッドではWW1時代の全体防御方式を取る戦艦以上の防御を実現することが可能となった。例えば、日本の36センチ砲弾の場合、撃角が20度から36.5度に増加すると対弾力は1.3倍になる。この様式は後のネルソン級戦艦にも採用された。

### 垂直防御
フッドでは同時代の戦艦と同じく二層防御方式が採用されており、第一装甲で砲弾の信管を発動させ炸裂させるか飛帽を破砕することで貫徹力を減衰させ、第二装甲によって貫入した弾片や砲弾の侵入を防ぐようになっていた。このためフッドの垂直防御は、バイタルパート部の第一装甲が水線部12インチ（約305mm）、中甲板側面7インチ（約178mm）、上甲板側面5インチ（約127mm）で構成されており、第二装甲には2インチ（約50.8mm）の鋼板が用いられた。また、非バイタルパート部の艦前部の一部に5インチ～6インチ（約152mm）、艦後部にも6インチの鋼板が装備された。この装甲配置を一見すると水線部甲鈑の厚さがオライオン級戦艦と同じく305mmとなっているため、フッドの垂直防御は他のイギリス戦艦と大差が無い様に思えるが、舷側甲鈑を12°傾斜させて装備したことでフッドの垂直防御はオライオン級や同時期に起工されたリヴェンジ級戦艦を上回る物となっており、自艦の砲に対しては20,000m～15,000mが安全戦闘距離となっていた。なお、1番主砲塔から機関区を挟んで4番主砲塔までの172mという全長の約66%もの広範囲を覆った代償として主装甲板の上下幅が4.79mと低く、主甲板から水線部を挟んで下甲板までの限られた範囲しか覆うことができなかった。半ば水没した主装甲から上の主甲板（Main deck）から上甲板（Upper deck）の範囲を防御するために178mm装甲が貼られたが、これも高さ2.79mまでの狭い範囲を覆うものでしかなく、その上の船首楼甲板（Forecastle deck）から甲板上までの広範囲は128mm装甲が貼られたに過ぎなかった。
軽防御であったと評価されるフッドの装甲配置は、全体防御方式を取る艦としては一般的なものだった。その防御は集中防御方式を採用し、かつ16インチ砲弾への対応防御を備えたネルソン級やサウスダコタ級戦艦と比較した場合、見劣りする物であった。ただし、全体防御方式を取る艦の中では傾斜装甲が採用されていたこともあり、15インチ砲弾への対応防御としては心許無いが、十分な14インチ砲弾への対応防御を備えた艦であった。また、ケースメイト式で装備された14cm速射砲の側面には装甲板は装備されていなかったが、14cm速射砲の弾火薬庫自体は水線下の第二砲塔弾火薬庫の後部と第三砲塔弾火薬庫の前部に配置されていた。
305mm装甲から下の水線下装甲は一気に76mmまで薄くなり、その下から艦底部までは38mmにまで薄くなった。水雷防御として水線部装甲から下にはバルジが設けられ、その構造は液層と空気層に38mm装甲を挟んだ奥が燃料タンクの三層構造となっており、その内側の水密隔壁には18mm装甲が貼られていた。二重底の内部には水か燃料が充填されていた。

### 甲板防御
一方、フッドの水平防御は原案より若干強化された。弾火薬庫上部:最上甲板2インチ、上甲板1インチ、中甲板2インチ（約75mm）、機関部上部:最上甲板1 1/2in、上甲板1in、中甲板2in=75mmとなりフッド竣工時のイギリス戦艦の中ではクイーンエリザベス級を上回り、リヴェンジ級に次ぐ水平防御を有する艦となった。また、中甲板両端を傾斜して2インチから1.5インチの装甲が設けられ、垂直防御の一部を構成していた。このフッドの水平防御は、自艦の砲に対してはおおむね25,000mもしくは20,000m以下の場合、バイタルパート部への砲弾の貫通を防ぐ防御を備えていたと考えられる。また、3層甲板防御のため、接触信管の敵弾に対してはそのエネルギーが最上甲板で起爆消散してそれより下層は損傷せず、戦艦・巡洋艦用に用いられる大遅働弾底信管が使用された徹甲弾に対してはその威力を減衰させるようになっていた。機関区の煙突の基部には13mm装甲が貼られた。艦橋基部は38mm、副砲ケースメイト配置箇所は127mmであった。これは再設計など大幅な改訂をするよりも既存の装甲を厚くすることで、建造時間を短縮するためであった。
なお、未成となったアンソン以降の3隻ではバルジや舷側装甲の変更、水平防御の強化といった改正を実施する予定であった 。
主砲塔の装甲は前盾が381mm、側盾が305mmから279mmへと傾斜しつつ減少し、後盾は279mm、天蓋は127mmと重防御であった。ただし、主砲塔を支える基部（バーベット）の防御は、甲板上は305mmと戦艦並であったが、上甲板から下部は外側が254mm、内側は152mm、さらに主甲板は127mmへと一気に薄くなるという、初期のイギリス巡洋戦艦と変わらない弱防御であった。前後の弾薬庫を守る前後の隔壁（bulk heads）の厚さは102～128mmである。司令塔の防御は前盾が254mmで側盾と背面が228mm、そこから下は178mm～152mmまで傾斜しつつ減少した。

### 水中防御
対魚雷バルジはイギリスの巡洋戦艦では初となり、フッドの防御性を向上させた。230㎜のバルジがA～Yバーベットまで延びていた。バルジ内部は2層にわかれており、内側側が重油タンクを兼ね、外側には長さ2.4ｍ、直径250mmの水密鋼管が充填されている。水密鋼管は5列に並べられ、魚雷爆発の衝撃を吸収した。

## 艦歴

### 第2次大戦以前

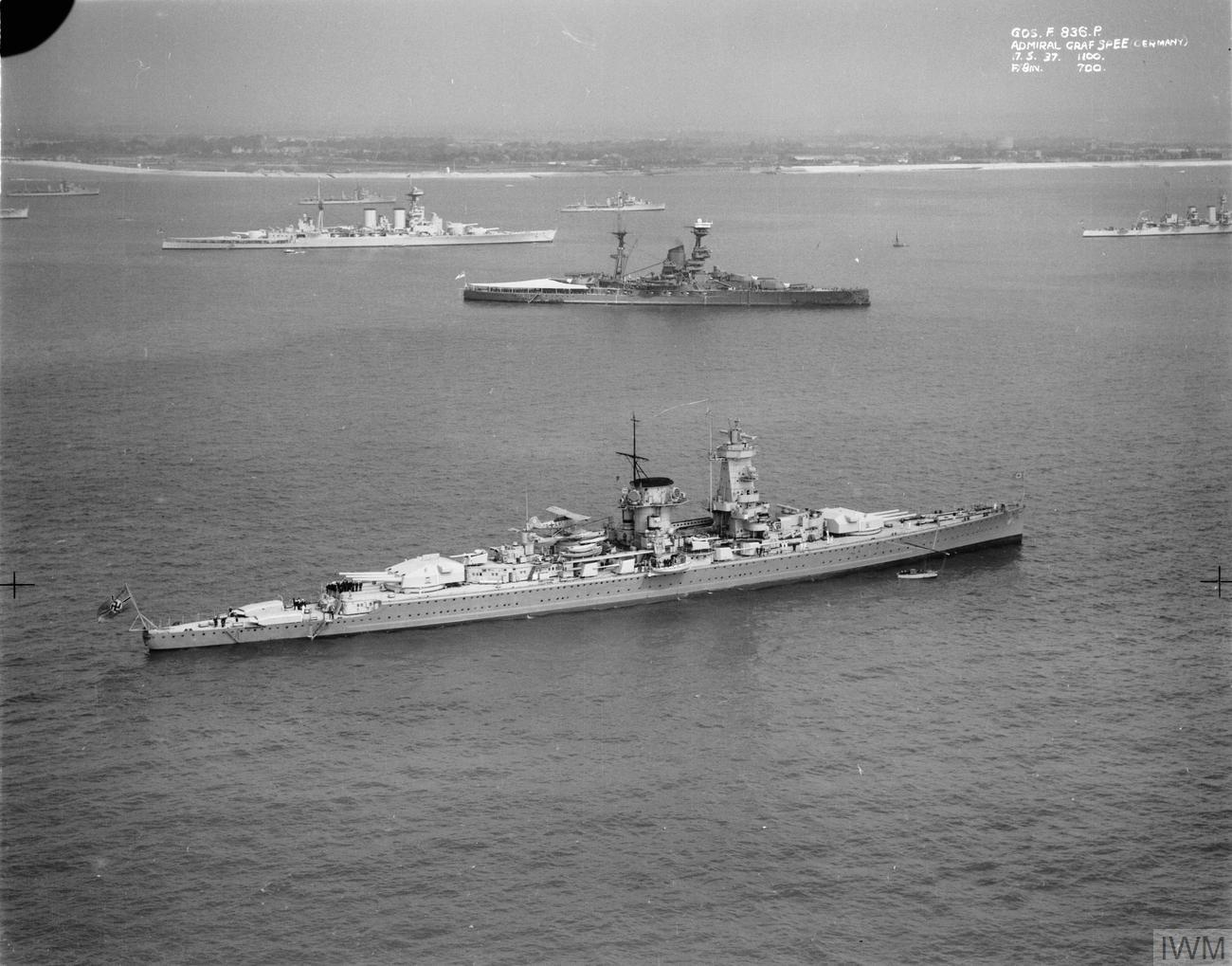
1937年のジョージ6世戴冠記念観艦式においてスピッドヘッド沖で撮られた「フッド」（左奥）。中央の戦艦は「レゾリューション」で、その手前にドイツ装甲艦「アドミラル・グラーフ・シュペー」が見える。

ワシントン海軍軍縮条約締結により保有艦艇の整理がおこなわれ、イギリス海軍は保有を許された巡洋戦艦3隻（フッド、レナウン、レパルス）で、巡洋戦艦戦隊を編成した。
1920年5月15日に就役してまもなく、「フッド」は大西洋艦隊の巡洋戦艦戦隊を率いる海軍少将ロジャー・キース卿の旗艦となる。同年にスカンジナビア海域を巡った後は、ジェフリー・マクワース大佐が艦長に就任。1921年と1922年に地中海を巡行し大英帝国の兵力の誇示に努めた。その後、巡洋戦艦戦隊とともにブラジルと東インド諸島へと巡行した。
1923年、フッドは巡洋戦艦「レパルス」とダナイー級軽巡洋艦「ダナイー」、「ドーントレス」、「ドラゴン」、「デリー」、「ダニーディン」からなる特務戦隊の旗艦として、1年にわたる世界巡行を開始した。特務戦隊は南アフリカ、ザンジバル、セイロン、シンガポール、オーストラリア、ニュージーランド、太平洋諸島、アメリカ合衆国西海岸サンフランシスコに寄港し、パナマ運河を通ってジャマイカへ立ち寄り、最後にニューファンドランドを訪問した（イギリス特務戦隊の世界一周）。 
「フッド」の美しさと巨大さに、サンフランシスコ市長は「私はこの街をあげて貴艦に降伏します。どうぞお好きなように」と述べたという。いずれにせよ特務戦隊の世界巡行パフォーマンスは成功し、「フッド」は世界中に知れ渡り、各地で好印象を与えた。もちろん「フッド」はイギリス国民にとっても誇りであり、その存在は第一次大戦後の陰鬱とした雰囲気が立ち込める大英帝国社会に自信を取り戻させる役割を果たした。
1935年1月23日、スペイン沖合で巡洋戦艦「レナウン」と衝突事故をおこす。
同年9月にイタリア王国とエチオピア帝国の間でアビシニア危機が勃発すると、イタリア王立海軍を牽制するため地中海に移動した。10月上旬より第二次エチオピア戦争が始まると、イギリス海軍は「フッド」、ネルソン級戦艦、レナウン級巡戦、クイーン・エリザベス級戦艦、R級戦艦などを地中海や紅海に展開し、イタリアに圧力を加えた。
1936年（昭和11年）、スペイン内戦勃発を受けて地中海艦隊に転属となり、イギリス商船の護衛を主な任務とした。この頃の「フッド」は明灰色で塗装されていた。
1937年4月10日、「フッド」はイギリス商船護衛のためビスケー湾に出動した。4月23日、フランスからスペインのビルバオ港へと食料と物資を輸送しようとしていたイギリス汽船3隻がスペイン海軍に妨害を受けた。その現場に「フッド」が来着し、スペイン海軍の軽巡洋艦「アルミランテ・セルベラ」に照準を定めると、スペイン海軍は英国商船への妨害を諦めた。
5月20日、ジョージ6世の戴冠式記念観艦式に参加する。7月初旬には日本列島に向け帰国の途についていた日本海軍の重巡「足柄」（遣英艦隊旗艦、小林中将）と短期間行動を共にし、ジブラルタルでは「フッド」と「足柄」将兵の交流がおこなわれた。
同年末、イギリスはシンガポールを根拠地とする太平洋艦隊の新編を検討し、各艦隊から「フッド」を含む主力艦や巡洋艦多数を引き抜いて極東に派遣することを立案したが、実現しなかった。
基本性能に優れた「フッド」は就役から戦没するまでの間、大規模な近代化改装を受けなかった。1931年までに「フッド」に施された改装は、カタパルトとポンポン砲の追加のみだった。1938年8月に地中海で座礁したことを機とし、翌年1月までドック入りをして小改装を行った。

### 第2次大戦
1939年5月にアーヴィン・グレンニー大佐が艦長に就任した。9月、巡洋戦艦「レパルス」、「レナウン」と共に本国艦隊の巡洋戦艦戦隊 (Battlecruiser Squadron) に所属し、第二次世界大戦に突入する。
9月25日、損傷したイギリス潜水艦「スピアフィッシュ」の帰還を援護するため、本国艦隊は北海中央部へ進出した。本国艦隊はドイツ軍に発見されドイツ空軍 (Luftwaffe) による空襲を受けた。Ju 88（アドラー航空団所属）4機がフッドとアーク・ロイヤルを爆撃し、アーク・ロイヤル撃沈を宣言した。ただしアーク・ロイヤルは至近弾で損害軽微、フッドは250kg爆弾1発を被弾し、左舷側のバルジや復水器が損傷した。
行動の詳細
- 1939年8月31日　巡洋戦艦戦隊（フッド、レパルス、レナウン）は護衛艦などとともにスカパ・フローから出撃。アイスランド・フェロー諸島間の哨戒へ。
- 9月6日　スカパ・フローへ帰投。
- 9月8日　レナウンなどとともに出撃。アイスランド・フェロー諸島間の哨戒へ。
- 9月12日　スカパ・フローへ帰投。
- 9月14日　ロッホ・ユーへ向かう。
- 9月15日　ロッホ・ユーに到着。
- 9月20日　スカパ・フローへ向かう。
- 9月21日　スカパ・フローに到着。
- 9月22日　出撃。スカゲラク海峡での作戦支援。
- 9月23日　スカパ・フローへ帰投。
- 9月25日　戦艦ネルソン、ロドネー、巡洋戦艦レパルス、空母アーク・ロイヤルなどとともに出撃[116]。潜水艦スピアフィッシュ救助活動の支援。
- 9月26日　500ポンド爆弾被弾。
- 9月27日　スカパ・フローに帰投。
- 10月1日　ロッホ・ユーへ。
- 10月2日　ロッホ・ユー到着。
- 10月5日　スカパ・フローへ。
- 10月6日　スカパ・フロー到着。
- 10月8日　レパルスなどとともに出撃。ノルウェー沖で発見されたドイツ艦隊迎撃へ。
- 10月11日　ロッホ・ユーに帰投。
- 10月15日　出撃。スコットランド・アイスランド間の哨戒。
- 10月22日　ロッホ・ユーに帰投。
- 10月23日　ネルソン、ロドネーなどとともに出撃。鉄鉱石輸送船団支援など。
- 10月31日　グリーノックに帰投。
- 11月2日　ネルソンなどとともに出撃。ノルウェー海での哨戒、輸送船団ON1の支援など。
- 11月9日　ロサイスに帰投。
- 11月9日　プリマスへ。
- 11月11日　プリマス到着。修理を実施。
- 11月25日　出撃。仮装巡洋艦（補助巡洋艦）ラワルピンディが[117]、フェロー諸島沖海戦でシャルンホルスト級戦艦に撃沈される[118]。ドイツ通商破壊艦の捜索を命じられ、フランスの巡洋戦艦ダンケルク（ジャンスール提督）の指揮下に入る[119]。フランス艦隊（襲撃部隊）とフッドはアイスランド方面に出撃し[120]、ドイツ艦隊の捜索をおこなう[121]。
- 12月2日　グリーノックに帰投。
- 12月2日　出撃。フェロー諸島北方の哨戒。
- 12月11日　グリーノックに帰投。
- 12月13日　戦艦ウォースパイト、バーラムなどとともに出撃。北海のドイツ艦隊迎撃へ。次いで兵員輸送船団TC1の護衛。
- 12月17日　グリーノックに帰投。
- 12月27日　出撃。DHN6船団の護衛やシェトランド諸島北方の哨戒など。
- 1940年1月5日　グリーノックに帰投。
- 1月15日　ウォースパイトなどとともに出撃。シェトランド諸島・フェロー諸島間の哨戒および砲術訓練。
- 1月24日　グリーノックに帰投。
- 2月9日　ウォースパイトなどとともに出撃。船団護衛およびシェトランド諸島北西の哨戒。
- 2月18日　グリーノックに帰投。
- 2月19日　ウォースパイトなどとともに出撃。DN14船団護衛、HN14船団の遠距離護衛。
- 2月24日　クライドに帰投。
- 3月2日　戦艦ヴァリアントなどとともに出撃。ON17およびON17a船団護衛、フェロー諸島東方での哨戒。
- 3月7日　スカパ・フローに帰投。
- 3月14日　グリーノックへ。
- 3月15日　グリーノックに到着。
- 3月30日　プリマスへ。
- 3月31日　プリマスに到着。

1940年初め頃には、「フッド」の機関は相当酷使された状態になっており、建造時の最大速力を出せなくなっていた。
4月4日から6月12日まで修理がなされた。
1940年6月10日にイタリア王国が連合国に宣戦布告して枢軸側として参戦し、地中海戦線が形成された。イギリス海軍はアレクサンドリアに根拠地をおく地中海艦隊を補うため、ジブラルタルを根拠地とするH部隊を編成した。H部隊は「フッド」と空母「アーク・ロイヤル」を主力とした。新任司令官のジェームズ・サマヴィル中将は「フッド」に将旗を掲げた。イギリス本国を出発して南下中の6月22日、フッドとアーク・ロイヤルはビスケー湾でU-46（艦長エンゲルベルト・エントラス中尉）に発見される。エントラス艦長はフッドの位置が遠かったのでアーク・ロイヤルを狙ったが、魚雷は命中しなかった。翌23日、英艦隊はジブラルタルに到着した。
同時期、ドイツ軍の快進撃によりフランス本国が占領され、6月22日付で独仏休戦協定が結ばれた。フランス海軍は枢軸国からの拿捕を防ぐために、艦隊を海外植民地に避難させる。イギリス海軍はフランス艦隊を無力化するためにカタパルト作戦 (Operation Catapult) を発動、行動を開始した。
同年7月2日、フッド（H部隊旗艦）は空母アークローヤル 、戦艦レゾリューション (HMS Resolution) とヴァリアント (HMS Valiant) 、軽巡エンタープライズ (HMS Enterprise, D52) とアリシューザ (HMS Arethusa，26) 、随伴駆逐艦や潜水艦2隻と共にジブラルタルを出撃する。
翌3日、H部隊はフランス領アルジェリアのメルス・エル・ケビール (Mers El Kébir) 軍港に接近した。
軍港内には、ダンケルク級戦艦2隻、プロヴァンス級戦艦2隻、水上機母艦1隻（コマンダン・テスト）などのフランス艦隊が停泊していた。サマヴィル中将はフランス艦隊のマルセル・ブルーノ・ジャンスール提督に、事実上の降伏勧告をおこなった。アーク・ロイヤルのソードフイッシュが機雷を投下して軍港を封鎖したあと、夕刻になってH部隊は攻撃を開始する。フッドは、かつて旗艦と仰いだダンケルク (Dunkerque) を砲撃することになった。イギリス艦隊は仏戦艦ストラスブール (Strasbourg) と駆逐艦数隻を取り逃がしたが、仏戦艦ブルターニュ (Bretagne) を撃沈、仏戦艦ダンケルクと仏戦艦プロヴァンス (Provence) を撃破し、着底に追い込む大きな戦果を挙げた。

地中海戦域におけるイギリスとイタリアの戦闘はつづいた。7月9日、フッドとアーク・ロイヤルはイタリア王立空軍 (Regia Aeronautica) の爆撃機に襲われ、イタリア側は「命中弾でフッドが炎上した」と主張した。イギリス側は否定した。
イギリス本土でもバトル・オブ・ブリテンが繰り広げられていた。8月、フッドは本国艦隊に呼び戻される。ネルソン級戦艦2隻と共にドイツ軍のイギリス上陸に備えた （アシカ作戦）。極東でも大日本帝国が北部仏印進駐をおこない、また日独伊三国同盟が締結される。ウィンストン・チャーチル海軍大臣は、アジアのイギリス領を防衛するために、戦艦「フッド」、ラミリーズ級戦艦（R級戦艦）2隻、8インチ砲搭載巡洋艦3隻、駆逐艦12隻を配備することが必要だと主張した。
1941年（昭和16年）1月から3月にかけて、フッドはロサイスで入渠修理を行った。この入渠中に機関のオーバーホールと新型の対空・射撃レーダーの増設を行っている。また2月中旬にフッド艦長としてラルフ・カー大佐が着任した。

#### 戦艦ビスマルクとの戦闘と沈没
そして1941年（昭和16年）5月12日、フッドは本国艦隊副司令長官／巡洋戦艦戦隊司令官ランスロット・ホランド中将の旗艦となった。5月20日昼すぎ、スウェーデン海軍の軽巡「ゴトランド」がカテガット海峡でナチス・ドイツ海軍の巨大戦艦ビスマルク (Bismarck) および護衛部隊と遭遇して本国に伝達する。その情報はイギリスに伝えられた。
5月21日、フッド（ホランド中将旗艦）は戦艦プリンス・オブ・ウェールズ (HMS Prince of Wales) と駆逐艦6隻を引き連れ、ビスマルク部隊を捕捉するためにスカパ・フローを出撃してアイスランド方面にむかった。
なおプリンス・オブ・ウェールズ（艦長ジョン・リーチ大佐）は就役直後であり、乗員の慣熟訓練が未了、また主砲の故障等の問題を抱えていた。
哨戒中の英巡洋艦2隻からビスマルク部隊発見の通報をうけた英戦艦2隻は、英駆逐艦を後方におきざりにして進撃した。
5月23日午後10時56分、本国艦隊司令長官ジョン・トーヴィー大将は「巡洋戦艦フッドがリュッチェンス部隊をさえぎり、これに反転または南進をよぎなくさせることを期待する」と発信した。
5月24日朝、アイスランド近海の大西洋上において、リュッチェンス提督が率いる戦艦ビスマルク（艦長エルンスト・リンデマン大佐）と僚艦の重巡プリンツ・オイゲン（艦長ヘルムート・ブリンクマン大佐）を発見し、戦闘を開始した（デンマーク海峡海戦）。リュッチェンス部隊は、先頭艦がプリンツ・オイゲン、後方にビスマルクが航行していた。フッドは先頭をすすむプリンツ・オイゲンを、ビスマルクと間違えて砲撃した。ドイツ側も、戦闘開始前はフッドを巡洋艦と思っていた。だがフッドの発砲焔から戦艦と判断し、ドイツ艦2隻ともフッドを目標にして砲撃を開始する。ビスマルクの砲術将校は、ホランド戦隊の猪突猛進ぶりを「どうみても無謀すぎる」「逆上した猛牛のようだ」と回想している。ホランド戦隊の急接近は、フッドの水平防御の脆弱さが露呈する遠距離砲戦を避ける企図があったという。
リュッチェンス部隊は、2隻とも砲撃をフッドに集中した。フッドに最初に命中弾を与えたのは、重巡プリンツ・オイゲンであった。オイゲンの最初の斉射は近弾となり、第二斉射で20センチ砲弾2発がフッドの中央部に命中した。4インチ高角砲の砲側に集積されていた弾薬が誘爆し、火災が発生する。また飛行機格納庫への命中弾で、そこに避難していた副砲や対空火器要員多数が死傷した。この時点において、ホランド戦隊とリュッチェンス部隊の針路と位置関係から、フッドもウェールズも前部砲塔しか砲撃していなかった。ホランド提督は各艦の後部主砲塔も発砲できるように、左へ針路を変える。戦闘開始から約8分後、フッドはリュッチェンス部隊に右舷側をむけた。
その時、ビスマルクの第五斉射がフッドの第二煙突と後部マストの中間に命中した。巨大な火柱が吹き上がって大爆発が発生し、フッドは被弾から3分以内に沈没した。轟沈であった。フッドは艦首を突き出して沈んでいったが、沈みながら前部主砲を発射したのをビスマルクが確認している。
フッドの生存者は乗員1,419名中、3名であった。3名を救助したのは、随伴していたE級駆逐艦のエレクトラ (HMS Electra，H27) である。
フッドは海軍休日時代（第一世界大戦～第二次世界大戦間）において大英帝国の象徴であり、世界中の諸国や人々から讃嘆と畏怖を寄せられた。1936年以降は建艦競争が激化し、第二次世界大戦時には老齢にさしかかっていたが、それでもイギリス海軍にとって重要な軍艦だった。理由は以下による。
- 「ポケット戦艦」の異名をもつドイツ海軍のドイッチュラント級装甲艦を捕捉できる大型艦は、新造艦を除けば、イギリスの巡洋戦艦3隻と日本の金剛型戦艦しかなかったこと[197]
- 自国のより新型の戦艦であるキングジョージ5世級[200]の口径を上回る38.1cm砲を8門搭載していたこと
- 各国の新型戦艦（大和（1941年就役）、ビスマルク（1940年就役）、ノースカロライナ（1941年就役）等）と互角以上の速力を持ったこと
- 範囲が狭いものの装甲が厚いこと
- 大英帝国のシンボルともいうべき戦艦であり[8]、長く国民に親しまれ、愛されていた[201]

フッドは基本性能が優秀なことから、イギリス海軍はクイーン・エリザベス級戦艦やレナウン級巡洋戦艦の大規模近代化改装を優先した。大戦に入ってからも、戦力的重要性も相まって長期間戦列から外すことができなかった。老朽化した状態で最後の戦闘に挑んだことは、フッド喪失の原因となった。
他の旧式戦艦の大改装優先と世界大戦突入により実行されなかったが、1939年に大改装が策定済みで、状況が許せば実行される予定だった。もし、大改装が実施されていれば終了までに2年以上を要する大工事となり、フッドは大きく艦様を変えていた。おそらく近代化大改装後の巡洋戦艦レナウン (HMS Renown) に似た外観となったはずである。フッドの具体的な改装項目は主に以下の通りである。
- 兵器換装（副砲をキング・ジョージ5世級戦艦の133mm連装両用砲8基に換装など）[204]
- 機関の換装[204]（タービン・ボイラー軽量化）
- 艦橋の巨大司令塔化（箱型化）[204]
- 装甲甲板強化
- 対魚雷バルジ強化
- 新型煙突の設置など

## フッド喪失の影響
ウェイク・ウォーカー少将は「フッド轟爆ス」の速報を送信した。本国艦隊旗艦キング・ジョージ5世では、暗号文から平文への翻訳ミスと思ったという。フッドの喪失は、イギリス軍だけでなく、イギリス国民や諸外国を含めて大きな衝撃を与えた。イギリス国民の大部分は、ダンケルク撤退直後のように意気喪失したという。アメリカ合衆国でも大きく報道され、地方紙が社説で「ルーズベルト大統領はアメリカ海軍の最新鋭主力艦ノースカロライナをイギリスに譲渡すべき」と論じたほどである。
だがイギリス軍はフッド復讐の決意を固め、ビスマルク追撃戦に於ける作戦行動は断固としたものになった。イギリス海軍はビスマルクを確実に葬るため、可動全戦力を動員して攻撃に充てた。ビスマルク撃沈の一因となったのは、空母アーク・ロイヤルのソードフィッシュ艦上攻撃機が投下した魚雷がビスマルクの艦尾に命中し、舵を破壊したからである。これは因縁めいていた。フッドとアーク・ロイヤルは「Ｈ部隊」の"仲よし艦"として、長期間にわたり行動を共にしていたからである。舵の機能をうしなったビスマルクは真っ直ぐ走れなくなり、イギリス艦隊に包囲され、集中攻撃をうけて撃沈された。
さらにイギリス海軍の行動はビスマルクを沈めた後も続き、その後のドイツ海軍（特に大西洋に配備された補給船）に対する攻撃はより徹底された。1941年6月以降、イギリス海軍が大西洋水域の船団護衛に戦艦を投入する必要が皆無となったことからも、ドイツ海軍全般における水上艦の壊滅的状況がわかる。

## 喪失原因の推測

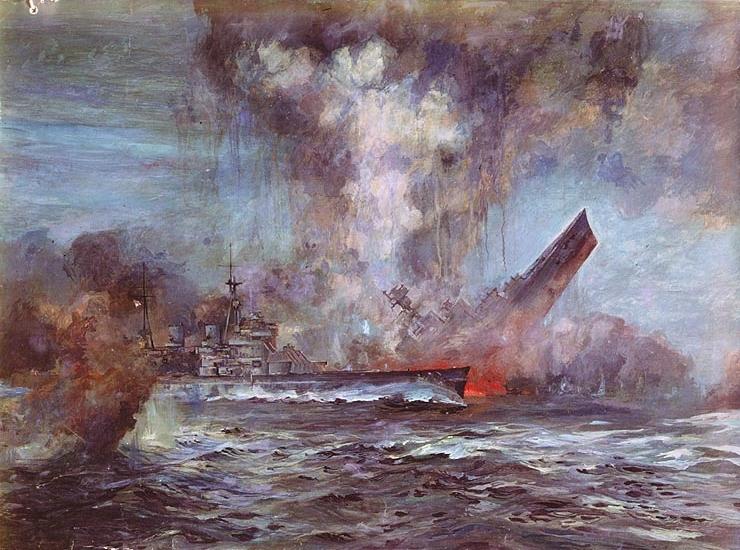
フッド（右奥）の撃沈を描いたイラスト。左手前はプリンス・オブ・ウェールズ。

沈没後の調査委員会の結論は「ビスマルクの15インチ砲弾が、本艦の高角砲用の4インチ砲あるいは主砲用15インチ砲の弾薬庫に命中し、誘爆したために船体後部が破壊されたことによる」というものだった。4インチ砲の弾薬庫がまず爆発し、15インチ砲の弾薬庫が続いた可能性が高いとしていた。
これについて、近年では以下のような推測がなされている。
高角砲弾薬庫への砲弾の直撃
目撃証言によれば、まずメインマスト付近から爆煙が上がったとのことだが、これは4インチ砲の弾薬庫の爆煙が、機関用の換気口を通じて吹き上がったと説明される。同じ爆煙が、15インチ砲弾薬庫との間の隔壁を吹き飛ばし、致命的な誘爆を発生させたというのが調査委員会の結論である。
水中弾による弾薬庫への直撃
ビスマルクとの交戦中にプリンス・オヴ・ウェールズは15インチ砲の水中弾を受けて損傷した。調査委員会では、水中弾の場合、信管が作動すれば、船体に直撃する前に砲弾は炸裂するだろうとしている。
搭載魚雷の誘爆によって沈没
スタンレー・グッドオール卿（海軍造船部長）は火災の延焼または砲弾の直撃によって搭載魚雷が誘爆し、船体側面に大穴を開け、そこから30ノットの早さで流入する水圧で船体後部が引きちぎられてしまったのではないかと推測した。
甲板上の火災の延焼により弾薬庫が誘爆
調査委員会によれば、4インチ砲の弾薬供給路は交戦中は閉ざされていたということだが、砲弾の命中によって弾薬庫に穴が開き、そこから延焼したことは考えられる。また、換気装置からの延焼や、15インチ砲塔の床からの延焼も考えられる。
弾薬庫外に積まれていた4インチ砲弾が誘爆
1979年に海軍史家のアンソニー・プレストンは、4インチ砲弾が後部弾薬庫の周りに積まれており、それが砲弾の命中または火災の延焼により誘爆したのではないかとした。
フッドの15インチ砲が砲身内爆発
調査委員会で一部の証言はフッド自身の15インチ砲身内で爆発がおき、それが砲塔の爆発につながったとしている。戦闘中のことで、安全のための手順がおろそかにされた可能性は否定できない。
ジュレンスは、以上の内プレストンの説明以外について検証した。その主な結論は、沈没は4インチ砲弾薬庫の爆発が原因である可能性が高いが、その爆発の原因は色々考えられるということだった。よく言われるような、ビスマルクの15インチ砲弾が水平装甲を貫通して弾薬庫に命中したとの説明については、交戦距離での15インチ砲弾の垂直方向の命中角度は14度以下であり、水平装甲を貫通した可能性は低いが、舷側の装甲帯を貫いた可能性はありうるとしている。
最近行われたフッドの海底の残骸の調査では、後部弾薬庫は爆発していたことが確認された。後部船体は切り離されておらず、グッドオール卿の推論を否定している。大爆発の前の、4インチ砲の弾薬庫からの煙は、フッドの15インチ砲が砲身内爆発を起こしたことを否定している。その他の推測はいずれも可能性がある。

### メアーンズ調査隊の調査
2001年7月、海洋探索専門家のデヴィッド・メアーンズ率いる調査隊が水深2,800mの海底でフッドの残骸を発見した。調査隊はフッド最後の座標である北緯63度20分西経31度50分を中心に、2,000平方キロメートル以上の海域を、海が穏やかな4ヶ月間に側方走査ソナーを使用して重点探査し、広大な海底イメージを6日で構築する予定であったが、実際はわずか39時間で残骸の位置を特定できた。フッドの沈没の原因についてはこれまでに様々な議論があったが、「運命的な１弾によって沈んだ」という事実以外、どれも万人を納得させることは出来なかった。
実際、ユトランド沖海戦においては世代こそ違えども同じく巡洋戦艦であるタイガーやプリンセス・ロイヤル、ライオンといった艦が10発近い被弾を受けながらも爆沈することなく、その後戦線へ復帰していたのである。
そこで遠隔操作無人探査機（ROV）を使った詳しい調査の結果、艦尾が完全に破壊されているのが確認され、艦尾弾火薬庫が爆発したことが明らかとなった。ビスマルクが放った38.1cm砲の1弾が貫通して爆発し、沈没を引き起こした爆発的な火災が後部弾薬庫から右舷燃料タンクを通って前部弾薬庫のほうまで広がったためと考えられる。

### アレン調査隊の調査
2012年にはポール・アレンらによる調査が行われ、フッドの号鐘を回収しようとしたが気象条件などによりあと一歩で失敗した。一方で舵は残っており、左舷20度を向いたまま固まっているのが確認された。これによりフッド座乗のホランド提督は戦闘要領に則り、全主砲をドイツ艦隊に向けようとフッドを回頭させていたことが証明された。
2015年8月7日にアレンは再度調査を行い、今度は号鐘の回収に成功した。号鐘は一年かけて修復される予定である。

## 艦内生活
乗員たちはフッドにおいて厳しい規律を強いられた。
睡眠環境には格差があり、艦長や艦隊指揮官にはゆったりとした専用室が、士官には何人かで共有する船室に専用の寝台が用意された一方、一般水兵はメスデッキにハンモックをかけて睡眠をとった。食堂のパン釜は一度に100kg以上のパンを焼くことができた。トイレと風呂は艦内のあらゆる所に設置され、寄港中のゴミは焼却炉で処分した（航行中は海へ投棄）。艦内には教会があり、この礼拝堂にはパイプオルガンも備えられていた。
士官と水兵は定期的に海軍内や陸海空軍合同のスポーツトーナメントに参加し、サッカー、クリケット、ボクシング、フェンシング、ボート競技などを行った。世界一周航海の時には、上陸時に使用する自動車を複数搭載していた。
艦内では多くのペットが飼われており、犬や猫、カンガルーが飼われていた。カンガルーのジョーイは1924年世界巡行の際にオーストラリア住民から贈られたものだった。

## 生還者たち
フッドの生存者は3名であった。彼らはゴム製救命浮舟に乗って約4時間漂流し、低体温症で瀕死のところを駆逐艦エレクトラ (HMS Electra，H27) に救助された。
- ウィリアム・ダンダス少尉候補生

エディンバラ出身。艦橋上部の窓から脱出。漂流中は他の2名に歌を歌わせて意識を保たせ、生還を助けた。大戦を生き抜いて少佐にまで昇格。1965年の自動車事故による怪我が原因で死亡した。
- ボブ・ティルバーン熟練水兵

爆沈時、短艇甲板にいた。「低体温症により眠りながら死ぬのが楽だろう」と考えて眠ろうとしたが、眠気が去り、意識を保ったままだった。その後、ヴィクトリーやクイーン・エリザベスに乗り込んで大戦を生き延びた。1995年没。
- テッド・ブリッグズ信号手

ノース・ヨークシャー州レッドカー出身。羅針艦橋から脱出。イギリス海軍に35年間勤務、士官まで昇進した。2008年10月に85歳で亡くなり、ブリッグズの死によりフッドの生還者は全員他界した。なお、ブリッグズとティルバーンは生前、「巡洋戦艦フッド協会」会長を務めた。
イギリス政府は2012年にフッドの残骸を公式戦没者墓苑に指定し、その亡骸は法律的に守られる運びとなった。

## ギャラリー

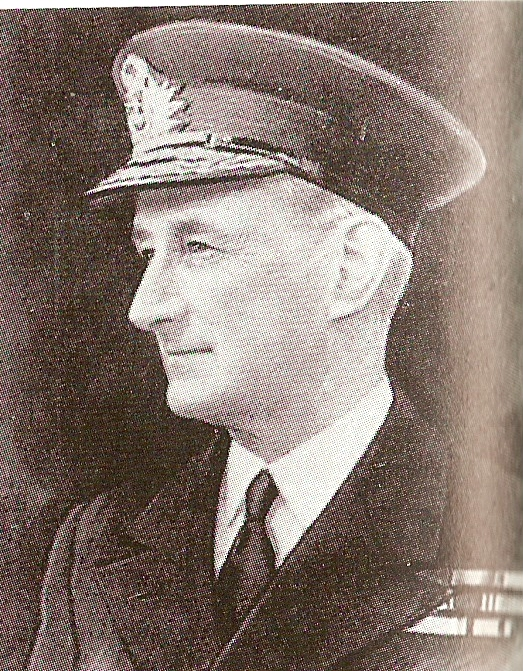
フッドと運命を共にしたランスロット・ホランド(Lancelot Holland)中将
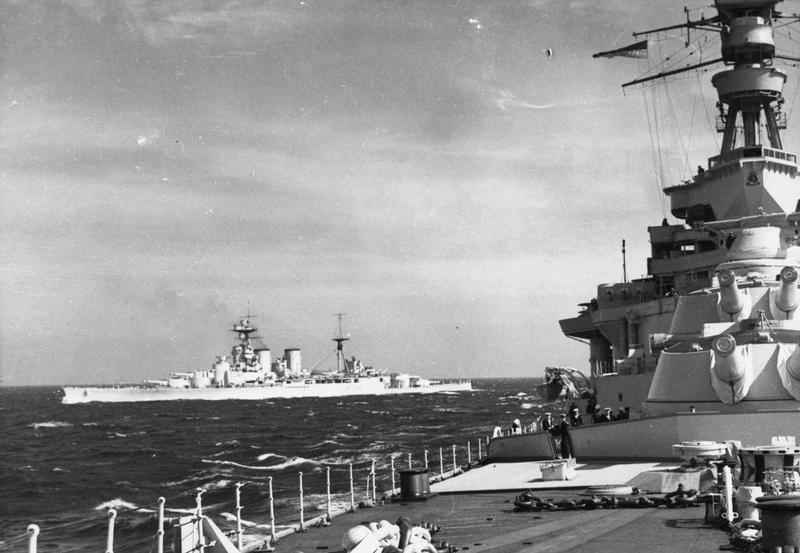
奥の白1色の艦がフッド。白色の平時塗装からみておそらく第二次大戦前のもの。
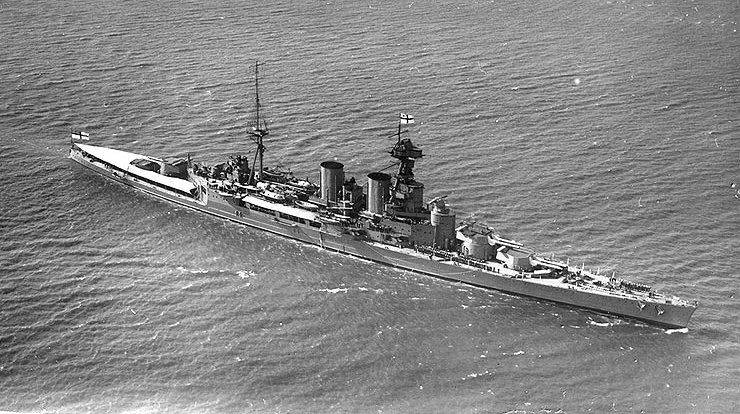
1924年のもので、艦体各所に日よけが展開されている。
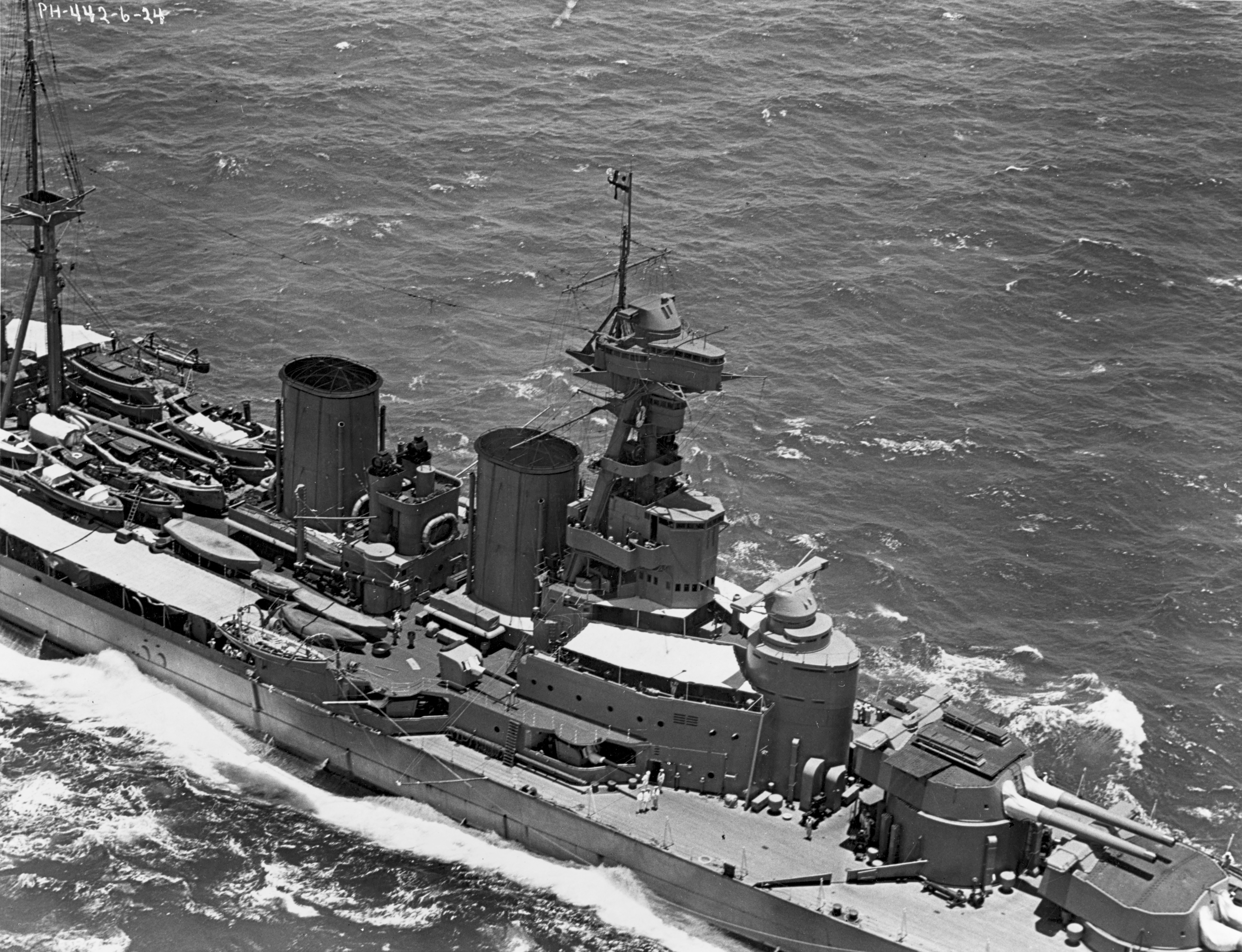
同じく1924年のもので、艦橋付近のアップ。展開された日よけが良く分かる。
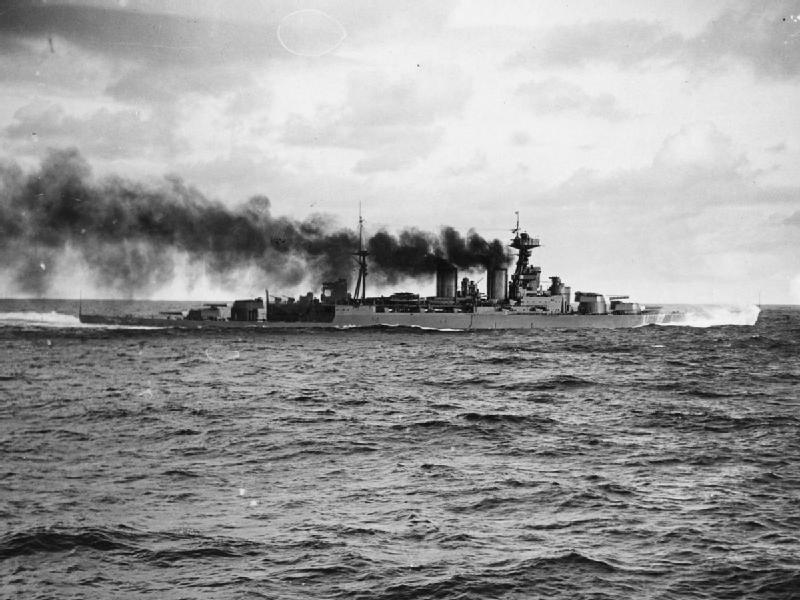
フッド独特の艦尾の乾舷の低さがよくわかる1枚。
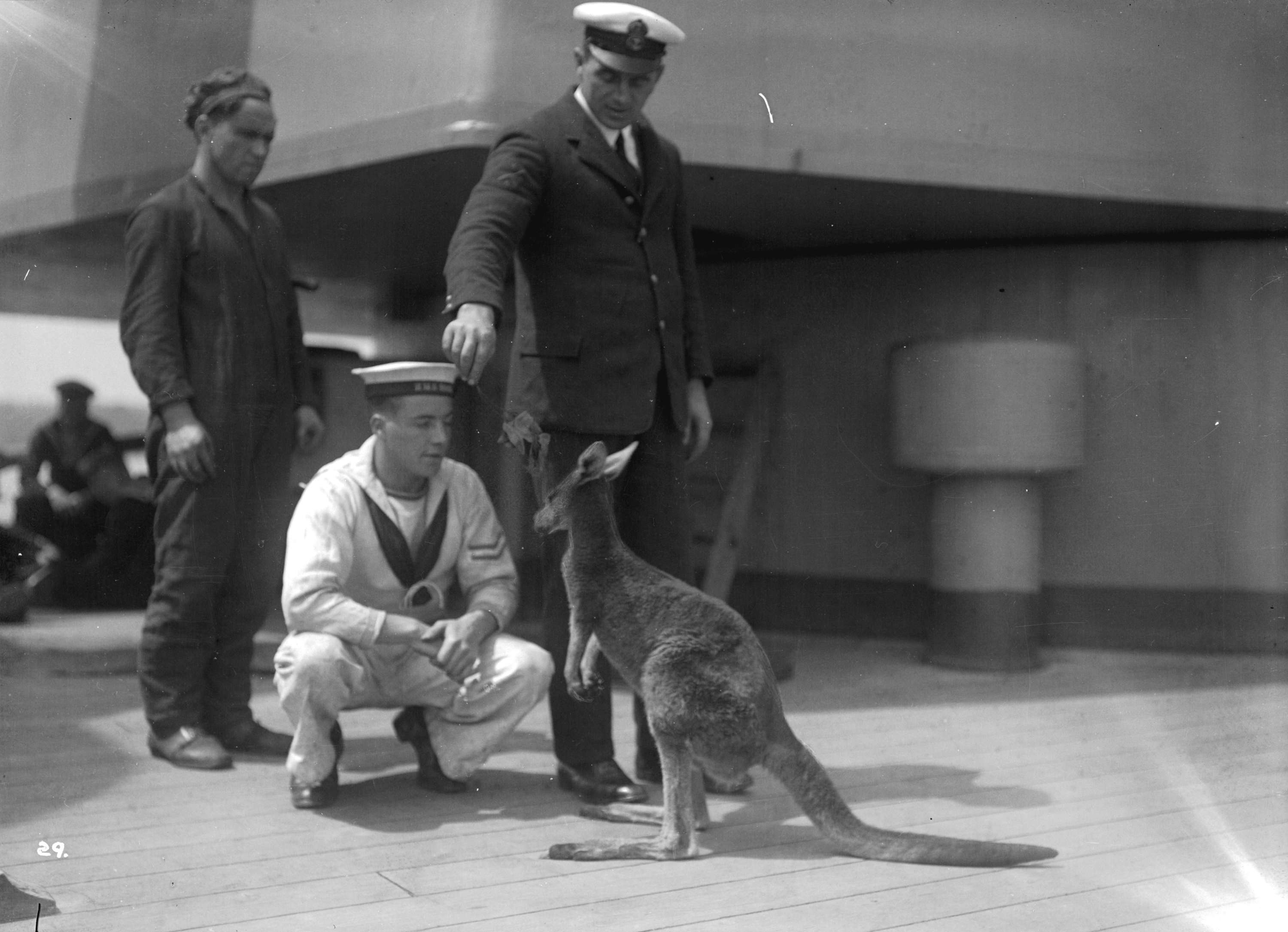
1924年6月25日、バンクーバーでの1枚。

## フッドのプラスチックモデルキット
- 1/700 ウォーターライン、No:31806 イギリス海軍 巡洋戦艦フッド／E級駆逐艦 北大西洋追撃作戦（タミヤ）[235]

プラスチックモデル組み立てキット。ウォーターラインシリーズ。